# Maria Morstin-Górska
Maria Helena Morstin-Górska (ur. 9 lipca 1893 w Pławowicach, zm. 14 października 1972 w Krakowie) – polska poetka, publicystka i tłumaczka.
Była córką hrabiego Ludwika Morsztyna i jego żony Amelii. 28 sierpnia 1923 w Pławowicach poślubiła Franciszka Górskiego. Mieli dwoje dzieci: Ludwika Górskiego i Annę Górską.
Studiowała na wydziale Filozoficznym Uniwersytetu Jagiellońskiego w latach 1912-1914 oraz po zakończeniu I wojny światowej. Po studiach podjęła współpracę z różnymi czasopismami: krakowskim „Czasem”, „Pamiętnikiem Warszawskim”, „Verbum”, „Pax”. Od 1927 należała do Związku Zawodowego Literatów Polskich. Po II wojnie światowej współpracowała z „Tygodnikiem Powszechnym” (1945–1952, 1957–1962, 1967–1972). Od 1962 należała do zespołu redakcyjnego pisma „Znak”.
Jest autorką zbiorów poezji: Elegie jesienne (1917), Sursum corda (1920), Błyski latarni (1922), Krąg miłości (1929), Poezje. Wybór (1974). Przekładała także powieści Sigrid Undset: Gymnadenia i Krzak gorejący oraz Antoine’a de Saint-Exupéry’ego: Ziemia, ojczyzna ludzi.
Pochowana została na Cmentarzu Salwatorskim w Krakowie (sektor SC14-1-11).

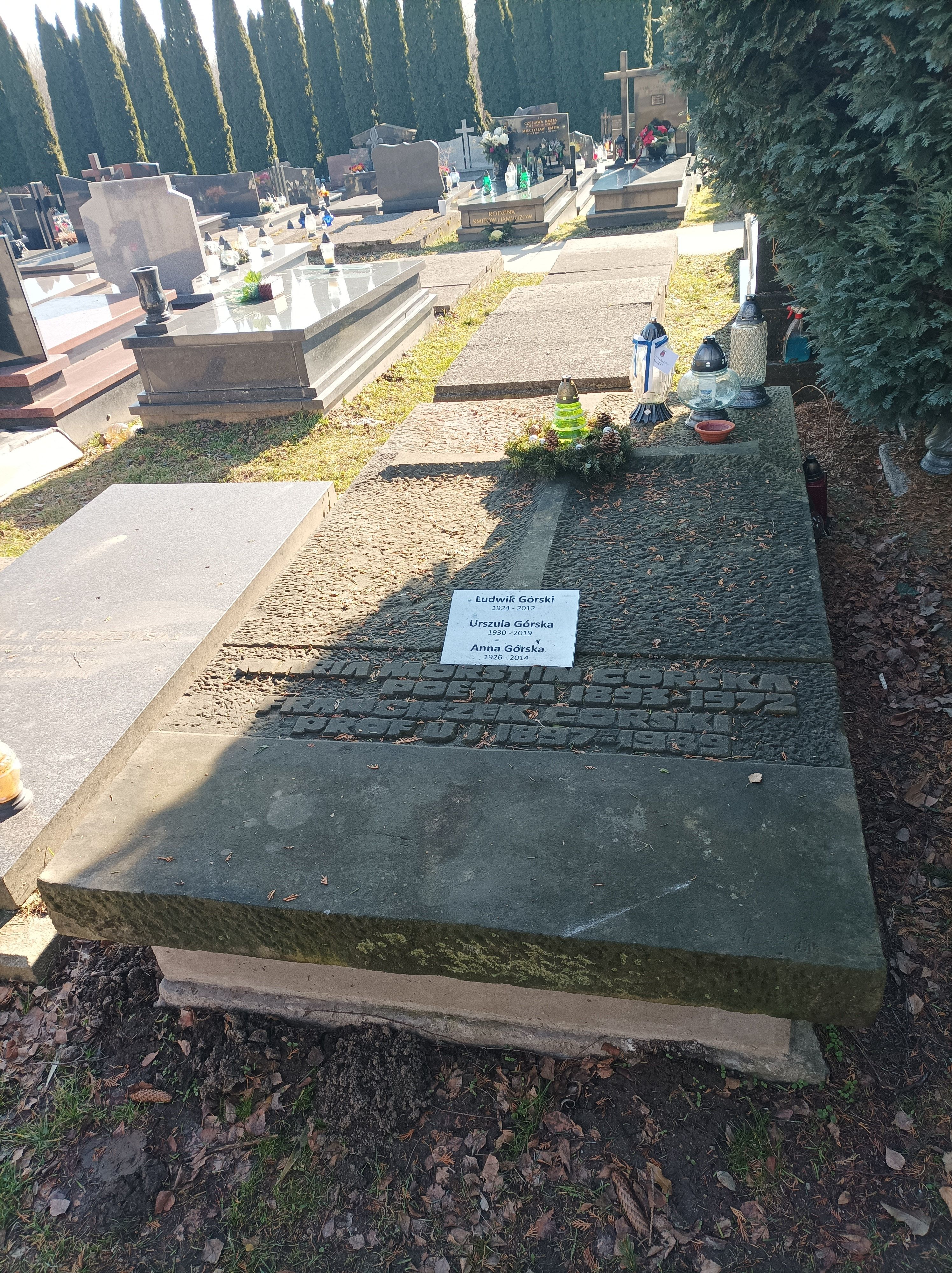
Grób Marii Morstin-Górskiej na Cmentarzu Salwatorskim

## Wywód przodków
| 4. Władysław Teodor Morsztyn |  |                       |  |  |                         |
|                              |  | 2. Ludwik Morsztyn    |  |  |                         |
| 5. Maria Anna Ostrowska      |  |                       |  |  |                         |
|                              |  |                       |  |  | 1. Maria Morstin-Górska |
| 6. Hipolit Jakub Lubieniecki |  |                       |  |  |                         |
|                              |  | 3. Amelia Lubieniecka |  |  |                         |
| 7. Jadwiga Łempicka          |  |                       |  |  |                         |
|                              |  |                       |  |  |                         |

## Upamiętnienie
Jest patronką Stowarzyszenia „Razem” im. Marii Morstin-Górskiej